# Vázquez Sounds
Vásquez Sounds é um trio musical mexicano formado por Ángela Vázquez, Gustavo Vázquez e Abelardo Vázquez Espinoza.  O grupo ganhou fama mundial após um vídeo cover da música Rolling In The Deep, ter alcançado mais de 100 milhões de visualizações no YouTube.

## História
Angela "Angie" (17 de janeiro de 2001), Gustavo "Gu" (15 de maio de 1998) e Abelardo "Abe" (23 de dezembro de 1995), são originalmente de Mexicali, estado mexicano de Baja California. Desde tenra idade, eles cresceram no meio musical. Eles são filhos do produtor musical Abelardo Vázquez, que já trabalhou com grupos como: Reik, Nikki Clan e Camila. Eles foram nomeados pela primeira vez como "melhor artista novo" e Angela foi a indicada mais jovem na história do prêmio Grammy Latino. 
Os Vásquez Sounds freqüentemente usam o estúdio do seu pai para editar suas músicas. A banda é composta por:
- Ángela Vázquez: vocal, piano e gaita de boca.
- Gustavo Vázquez: bateria e guitarra.
- Abelardo Vázquez: violão, cavaquinho, bateria, piano, acordeon, vocal, baixo e gaita de boca.

### Origem
Há três anos Gustavo e Abelardo ensaiaram no estúdio de seu pai e cantaram várias músicas, mais tarde convidou Angela e decidiu interpretar a canção Rolling In The Deep, da cantora britânica Adele.  Abelardo decidiu gravar um vídeo, juntamente com seu pai, que ajudou em algumas cenas, editou e dentro de uma semana enviou para o YouTube, alcançando mais de 172 milhões de visitas.
A ideia de gravar a canção nasceu devido a várias razões: sendo um dos hits do momento, como instrumentos musicais são usados na música que Gustavo e Abelardo dominam e a voz foi adequada para que Angela se destacasse e finalmente ser uma canção em inglês, um idioma global praticamente falado em grande parte do mundo que facilita a sua globalização. Eles mencionaram também que a música foi gravada por diversão, como um hobby, sem esperar que o impacto obtido.

### Fenômeno da internet
O vídeo foi enviado para o YouTube por Abelardo em 10 de novembro de 2011 e recebeu mais 14 milhões de visitas em apenas um mês em todo o mundo, tornando-se uma sensação na Internet em poucas horas e obtendo um grande número de inscritos em seu canal, sendo compartilhado em várias redes sociais  como Facebook e Twitter, onde chegou aos trending topics no México.
Atualmente, a versão de Rolling in the Deep é o cover mais assistido de todos os momentos ao redor do mundo. 
A repercussão foi mundial, sendo destaque no canal de notícias americano CNN, na rede de TV britânica BBC, na rede de TV estadunidense ABC, no canal espanhol Telecinco e no canal mexicano Televisa.
Uma das primeiras personalidades da música em convidá-los foi Tommy Mottola, bem como outros selos internacionais europeus, embora eles optaram continuar gravando com seus estúdios.
Em 13 de dezembro de 2011, a música Rolling in the Deep foi lançada na loja digital iTunes, se tornou o primeiro da lista de mais baixados, fazendo que eles ganhassem cada vez mais sucesso. Eles também receberam certificação de platina. Nesse mesmo dia, foi quando ele lançou seu segundo cover  All I Want For Christmas Is You, que depois de uma semana, foi lançado no iTunes e foi posicionado em segundo lugar seguido por Rolling in the Deep, ganhando as posições do primeiro e segundo lugar ao mesmo tempo.
Em 20 de Dezembro, o YouTube publicou uma lista dos mais visitados no ano no México, na qual ocupou a décima posição. O jornal La Crónica destacou-os como a personalidade do ano. 
Na última semana de dezembro  fizeram sua estréia na Billboard Social na posição de número 17, sendo a segunda maior estréia da história do gráfico, apenas atrás de Rebecca Black que atingiu posição 9 em sua semana de estréia. A classificação é determinada pelos sites YouTube, Vevo, Facebook, Twitter, MySpace e iLike. 
Em 19 de abril de 2012, lançam seu primeiro disco, um EP de 5 músicas, sendo os 5 primeiros singles lançados. O álbum conseguiu a posição número 4° no México.  
Devido a boa aceitação que teve a melodia "Gracias a Ti"» em 2012, a Fundação Teletón confirmou que, pelo segundo ano, os irmãos Abelardo, Gustavo e Angela, conhecido como Vásquez Sounds, emprestaram suas vozes para o hino deste ano. [carece de fontes?]
Vásquez Sounds apareceu em propagandas na internet e na televisão, a convite da Coppel, empresa que convidou o trio a criar um vídeo promocional de qualquer música para a volta às aulas, neste caso, I Love Rock 'N Roll e em 2014 "Best Day of My Life" e assim, ao mercado em várias fontes da publicidade. [carece de fontes?]
Seu novo álbum com músicas inéditas, Invencible, que foi lançado oficialmente até 9 de setembro de 2014. [carece de fontes?]
Em 22 de julho de 2014 lançou sua primeira coletânea na loja da Apple, iTunes, que contém todos os tópicos e vídeos feitos por artistas em sua carreira (2011-2014). [carece de fontes?] O download é digital e alcançou a primeira posição no iTunes México. [carece de fontes?]
Uma nova campanha organizou Vásquez Sounds junto com o Grupo Jumex, com quem gravou um comercial que foi apreciado na mídia e é um cover do cantor Juan Gabriel intitulado Buenos días señor sol. [carece de fontes?]
Em junho de 2015, a banda mexicana confirmou através do Facebook a nova carreira musical independente, como era no início de 2011. [carece de fontes?]

## Discografia
- Vásquez Sounds (2012)
- Invencible (2014)
- Sweet Christmas (2015)

## Prêmios e indicações
- 2012 - Nickelodeon Kids' Choice Awards (México) Indicado: Grupo ou dupla favorita [carece de fontes?]
- 2012 - Premios 40 Principales América (México) Venceu: Melhor Artista ou Grupo Revelação [carece de fontes?]
- 2013 - Nickelodeon Kids' Choice Awards (México) Indicado: Grupo ou dupla favorita [carece de fontes?]
- 2014 - Nickelodeon Kids' Choice Awards (México) Indicado: Grupo nacional favorito [carece de fontes?]
- 2014 - Nickelodeon Kids' Choice Awards (México) Indicado: Canção favorita [carece de fontes?]
- 2007 - Latin Grammy Awards (Estados Unidos) Indicado: Melhor artista novo [carece de fontes?]